# Escucha (álbum)
Resta in ascolto — (quinto álbum en español: Escucha sexto álbum) es el séptimo álbum de estudio de la cantante Italiana Laura Pausini. Lanzado el día 22 de octubre de 2004 mientras que su versión en español fue lanzada el 26 de noviembre del mismo año, se publicó en más de 40 países.
En el año 2005 Escucha, ganó el Latin Grammy Award en la categoría "Mejor álbum vocal pop femenino". Y en el 2006 con la edición limitada publicada por su disquera logra una nominación y posteriormente gana el Grammy Award por "Mejor álbum Pop Latino". Y siendo así la primera cantante italiana en lograr tal distinción.
El álbum recibió críticas especialmente favorables. Tanto del portal estadounidense Allmusic cómo de Musica e dichi, le otorgaron cuatro de cinco estrellas.
Escucha en los primeros tres meses supera el 1 000 000 de copias vendidas. Posteriormente logra vender más de 5 000 000 de copias a nivel mundial y obtiene varias certificaciones discográficas alrededor del mundo.

## Origen y antecedentes

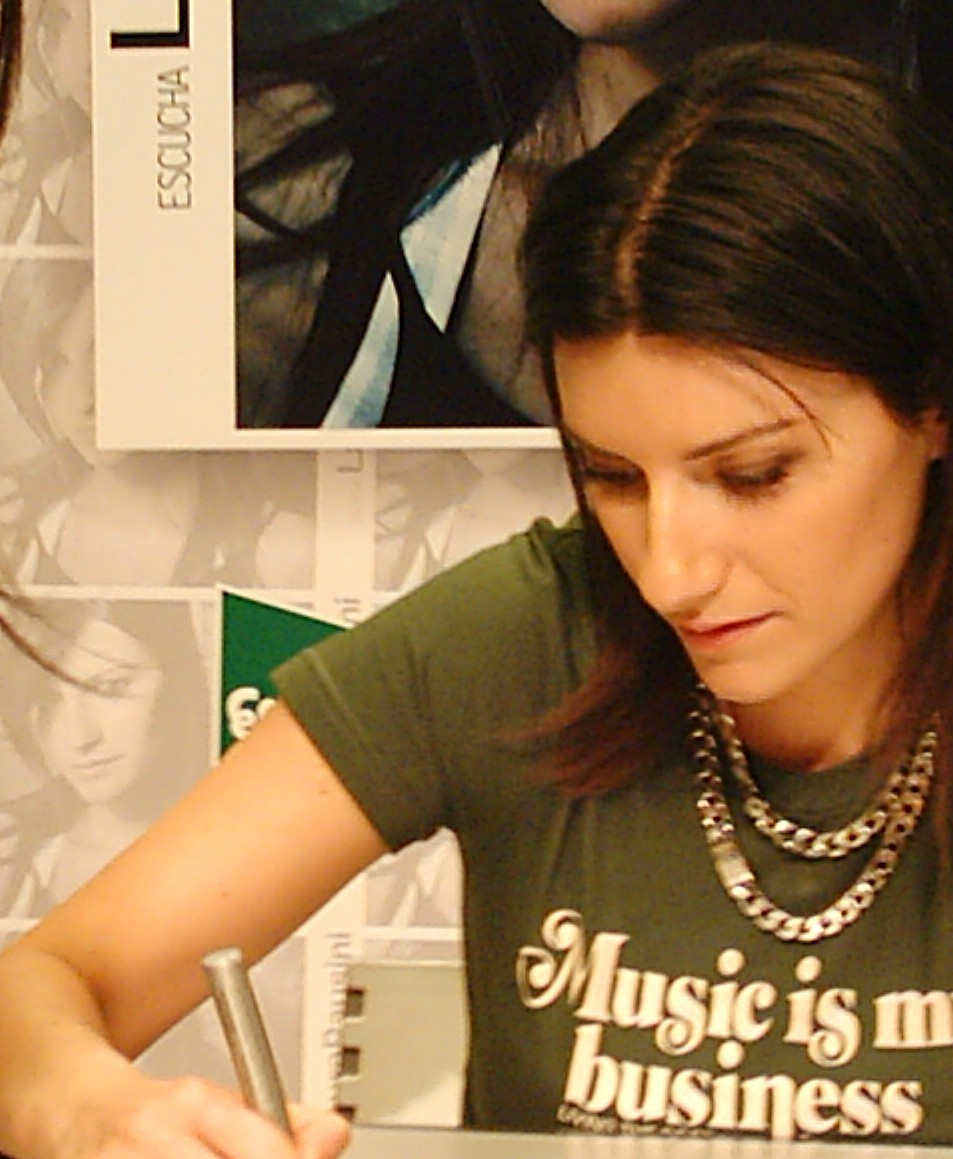
Laura Pausini firmando autógrafos en la presentación de Escucha en el año 2004.

El álbum Escucha es el resultado de un renacer fatídico y personal de Laura Pausini, que salió de la peculiar timidez y dulzura de sus baladas clásicas para explorar una nueva faceta de madurez profesional. La ruptura con su pareja fue el motivo de que sus canciones tengan un matiz de desengaño y optimismo.
El estilo de este álbum es de una técnica vocal sofisticada y natural a la vez; además en algunos temas incluye el rock junto a su tradicional pop.
Influenciado por artistas internacionales como Phil Collins y Celine Dion, la grabación es en el tema de una ruptura y fue escrito en 2002, durante la separación de Pausini de su exnovio y productor Alfredo Cerruti.
El álbum incluye la canción «Me abandono a ti», coescrita por Pausini, Rick Nowels y la cantante estadounidense Madonna. También incluye la balada «Víveme», escrita por Biagio Antonacci y el cual logró ser un suceso en Italia y América Latina. En el año 2006 «Víveme», ganó el Billboard Latin Music Awards, en la categoría "Canción Pop Femenina del Año" y dos premios ASCAP Latin Music Awards en las categorías: "Mejor Canción Pop/Balada" y "Mejor canción de telenovela" por La madrastra. «Bendecida pasión» es escogida como sencillo del álbum y fue escrita por el italiano rock-star Vasco Rossi.
El álbum se centra principalmente en temas de la ira, la amargura, deseo de independencia y la paz interior, pero también cuenta con una canción sobre la guerra de Irak en la que Pausini canta sobre Ali Ismail Abbas, un niño que fue gravemente herido en un cohete en la noche de un ataque cerca de Bagdad en el año 2003.
Laura promocionó el álbum y se embarcó en una gira Mundial durante los primeros 6 meses del 2005. De la gira se publicó un DVD titulado Live in Paris 05. Este álbum en vivo logra ser un suceso en Italia, donde vende más de 160 000 copias y es certificado como tripe disco de platino.
Warner Music publicó la edición CD + DVD especiales de Escucha en Argentina y Estados Unidos. Las ediciones especiales cuentan con bonus track inéditos presentados en forma de videoclip, estas son: «Prendo te» y «De tu amor».

## Lista de canciones

### Resta in ascolto
| N.º | Título                              | Letras                        | Música                          | Duración |  |
| 1.  | «La prospettiva di me»              | Laura Pausini, Cheope         | Daniel                          | 3:05     |  |
| 2.  | «Vivimi»                            | Biagio Antonacci              | Antonacci                       | 3:54     |  |
| 3.  | «Resta in ascolto»                  | Pausini, Cheope               | Daniel                          | 3:30     |  |
| 4.  | «Il tuo nome in maiuscolo»          | Pausini, Cheope               | Daniel                          | 3:19     |  |
| 5.  | «Benedetta passione»                | Vasco Rossi                   | Gaetano Curreri, Saverio Grandi | 4:11     |  |
| 6.  | «Come se non fosse stato mai amore» | Pausini, Cheope               | Daniel                          | 3:59     |  |
| 7.  | «Così importante»                   | Pausini, Chiodo               | Cesare Chiodo                   | 3:28     |  |
| 8.  | «Parlami»                           | Pausini, Cheope               | Daniel                          | 3:43     |  |
| 9.  | «Dove l'aria è polvere»             | Pausini, Cheope               | Antonio Galbiati                | 3:47     |  |
| 10. | «Amare veramente»                   | Pausini, Chiodo               | Chiodo                          | 4:00     |  |
| 11. | «Mi abbandono a te»                 | Madonna, Rick Nowels, Pausini | Madonna, Nowels                 | 4:42     |  |

### Escucha
| N.º | Título                            | Letras                        | Música                          | Adaptación en español | Duración |  |
| 1.  | «Mi perspectiva»                  | Laura Pausini, Cheope         | Daniel                          | Pausini, Badia        | 3:05     |  |
| 2.  | «Víveme»                          | Biagio Antonacci              | Antonacci                       | Pausini, Badia        | 3:54     |  |
| 3.  | «Escucha atento»                  | Pausini, Cheope               | Daniel                          | Badia                 | 3:29     |  |
| 4.  | «Tu nombre en mayúsculas»         | Pausini, Cheope               | Daniel                          | Badia                 | 3:19     |  |
| 5.  | «Bendecida pasión»                | Vasco Rossi                   | Gaetano Curreri, Saverio Grandi | Pausini               | 4:11     |  |
| 6.  | «Como si no nos hubiéramos amado» | Pausini, Cheope               | Daniel                          | León Tristán          | 3:59     |  |
| 7.  | «Tan importante»                  | Pausini, Chiodo               | Cesare Chiodo                   | Badia                 | 3:28     |  |
| 8.  | «Háblame»                         | Pausini, Cheope               | Daniel                          | Tristán               | 3:43     |  |
| 9.  | «Donde el aire es ceniza»         | Pausini, Cheope               | Antonio Galbiati                | Badia                 | 3:47     |  |
| 10. | «Amar completamente»              | Pausini, Chiodo               | Chiodo                          | Badia                 | 4:00     |  |
| 11. | «Me abandono a ti»                | Madonna, Rick Nowels, Pausini | Madonna, Rick Nowels            | Pausini               | 4:42     |  |

### Limited edition DVD
| N.º | Título                                                                          | Escritor(es)                                               | Duración |  |
| 1.  | «Prendo te» (Music video)                                                       | Laura Pausini                                              |          |  |
| 2.  | «Resta in ascolto» (Music video)                                                | Daniel, Pausini, Cheope                                    |          |  |
| 3.  | «Resta in ascolto» (Making of the video)                                        | —                                                          |          |  |
| 4.  | «Escucha atento» (Music video)                                                  | Daniel, Pausini, Cheope, Badia                             |          |  |
| 5.  | «Making of the photoshoot»                                                      | —                                                          |          |  |
| 6.  | «De tu amor» (Music video)                                                      | Kara DioGuardi, Johan Ekhé, Ulf Lindström, Pausini         |          |  |
| 7.  | «On n'oublie jamais rien, on vit avec» (Music video in duet with Hélène Ségara) | Bruno Grimaldi, Gérard Capaldi, Antoine Angelelli, Pausini |          |  |
| 8.  | «EPK (Electronic Press Kit)»                                                    | —                                                          |          |  |

## Posicionamiento en las listas musicales
| Alemania       | Media Control Charts              | 84 |
| Bélgica        | Ultratop 200 Flandes              | 69 |
| Bélgica        | Ultratop 200 Valona               | 9  |
| España         | Álbumes Top 100                   | 3  |
| Estados Unidos | Top Latin Albums                  | 20 |
| Estados Unidos | Latin Pop Albums                  | 10 |
| Estados Unidos | Heatseekers Albums                | 20 |
| Finlandia      | Albums Top 50                     | 18 |
| Francia        | Francia Top 200                   | 7  |
| Italia         | Classifiche Albums Top 100        | 1  |
| México         | Amprofon Top 100                  | 11 |
| Países Bajos   | Dutch Álbum Top 100               | 19 |
| Suecia         | Sverigetopplistan - Albums Top 60 | 22 |
| Suiza          | Schweizer Hitparade Alben Top 100 | 2  |
| Europa         | European Top 100 Albums           | 6  |

| País    | Lista                           | Posición |      |      |      |      |      |
| 2004    | 2004                            | 2004     | 2004 | 2004 | 2004 | 2004 | 2004 |
| ------- | ------------------------------- | -------- | ---- | ---- | ---- | ---- | ---- |
| Bélgica | Valona Albums Rapports Annuels  | 54       |      |      |      |      |      |
| Francia | Classement des 200 Albums       | 74       |      |      |      |      |      |
| Italia  | Classifiche Albums Annuali 2006 | 15       |      |      |      |      |      |
| Suiza   | Schweizer Jahreshitparade       | 24       |      |      |      |      |      |
| 2005    |                                 |          |      |      |      |      |      |
| Italia  | Classifiche Albums Annuali 2005 | 14       |      |      |      |      |      |
| México  | Top 100 álbum                   | 53       |      |      |      |      |      |
| Suiza   | Schweizer Jahreshitparade       | 13       |      |      |      |      |      |

## Certificaciones
| Territorio     | Organismo certificador | Certificación | Ventas certificadas | Simbolización | Ref.          |
| -------------- | ---------------------- | ------------- | ------------------- | ------------- | ------------- |
| Bélgica        | BEA                    | Oro           | 25 000              | ●             | [ 44 ]        |
| Colombia       | ASINCOL                | Oro           | 50 000              | ●             | [ 45 ]        |
| España         | Promusicae             | Oro           | 50 000              | ●             | [ 46 ]        |
| Estados Unidos | RIAA                   | Platino       | 100 000             | ▲             | [ 47 ]        |
| Francia        | SNEP                   | Oro           | 156 700             | ●             | [ 49 ]        |
| Italia         | FIMI                   | 5x Platino    | 500 000             | 5▲            | [ 50 ] [ 51 ] |
| México         | Amprofon               | Platino       | 100 000             | ▲             | [ 52 ] [ 53 ] |
| Suiza          | IFPI - Suiza           | 2x Platino    | 80 000              | 2▲            | [ 54 ]        |